# Avknoppning
Avknoppning är ett bildligt uttryck som beskriver hur någonting skapas genom att avskiljas från något redan existerande, större. Uttrycket används som regel med avseende på hur en organisation flyttar en del av sin verksamhet till en ny, separat organisation.
Exempel på detta kan vara :
- ett stort företag som väljer att lyfta ut en del av sin verksamhet i ett separat bolag.
- en myndighet som väljer att rationalisera bort valda delar av sin verksamhet genom att skapa nya organisationer som hanterar detta. Det kan handla om daghemsverksamhet, fritidshemsverksamhet eller annat.
- ett universitet eller en högskola vars studenter eller forskare skapar nya företag kring affärsidéer eller uppfinningar.

Inom trossamfund (kyrkor) eller politiska partier är det inte vanligt att tala om avknoppning i samband med att delar av medlemmarna och verksamheten flyttas ut till ny organisation, eftersom uppdelningen ofta sker på grund av meningsskiljaktigheter snarare än för att rationalisera organisationen. Istället används ofta ord som fraktionering, splittring eller utbrytning. En stat som utropas genom att en del av en befintlig stat ensidigt förklarar sig självständig, kan kallas utbrytarstat. Denna skillnad i ordval beror främst på att politiska partier och trossamfund oftast har målsättningen att få så många anhängare som möjligt, som delar samma politiska övertygelse eller tro. Mot den bakgrunden blir en uppdelning av organisationen och verksamheten alltid en negativ förändring.
Avknoppning av verksamhet från offentliga organisationer som exempelvis kommuner drivs ofta av ideologiska ställningstaganden, där den politiska uppfattningen om värdet av konkurrensutsättning av verksamheter spelar en stor roll. I syfte att få nödvändiga kunskaper om hur man sköter ett företag erbjuds personalen ofta utbildning i någon form.
Det finns flera företag som erbjuder råd och stöd till personer som genom avknoppning av kommunal verksamhet är nyblivna företagare.